# Switchmas
Switchmas (denumit inițial: Ira Finkelstein's Christmas) este un film de Crăciun american din 2012 regizat și produs de Sue Corcoran. Rolurile principale au fost interpretate de actorii Elliott Gould, David DeLuise și Elijah Nelson. Scenariul este vag bazat pe romanul Prinț și cerșetor. Ira Finkelstein (Elijah Nelson) vrea ca visele sale de Crăciun să devină adevărate.

## Prezentare
Ira J. Finkelstein este obsedat de Crăciun. A văzut toate filmele de Crăciun din lume iar visele sale sunt pline de reni, sănii și zăpadă. Problema este că Ira este evreu - și la cei 11 ani ai săi Crăciunul va trece din nou pe lângă el. Atunci când speranțele lui Ira de a avea o vacanță de sărbători în Aspen sunt spulberate, el pune la cale un plan pentru a avea parte în cele din urmă de Crăciunul visurilor sale. În timp ce zboară neînsoțit cu avionul pentru a ajunge la bunicii săi din Florida, face schimb de bilete cu Mikey, un alt băiat de 11 ani, în drum spre Christmastown, Washington. Ira va primi mai mult decât se aștepta atunci când începe primul său "Crăciun alb".

## Distribuție
- Elliott Gould ca Sam Finkelstein
- David DeLuise ca Max Finkelstein
- Elijah Nelson ca Ira J. Finkelstein
- Justin Thomas Howell ca Mikey Amato (men. ca Justin Howell)
- Cynthia Geary ca Libby Wilson
- Angela DiMarco ca Rosie Finkelstein
- Shaye Hodgins ca Clare
- Julianne Christie ca Jennifer Cameo
- Jenna Levin ca Jessica Wilson
- Meg Savlov ca Ruth Finkelstein
- Tony Doupe ca Walt Wilson
- Jack Fleischmann ca Kyle
- Lance Rosen ca Sol
- Ashton Herrild ca Jack The Jerk
- Tracy Hyland ca Julie

## Producție
Filmările au avut loc în Leavenworth, Washington, sub titlul Ira Finkelstein's Christmas. La o prezentare locală pe marele ecran, în 2012, a avut denumirea  All I want for Christmas.
Filmul a fost prezentat în 2012 în cadrul  Festivalului Internațional de Film de la Seattle.